# Osmia sladeni
Osmia sladeni är en biart som beskrevs av Sandhouse 1925. Osmia sladeni ingår i släktet murarbin, och familjen buksamlarbin. Inga underarter finns listade i Catalogue of Life.